# 三福寺 (延岡市)
三福寺（さんふくじ）は、宮崎県延岡市北町にある浄土宗寺院。山号は九品山。五ヶ瀬川の南方に所在する。所蔵の鍍銀蓮池文華鬘は宮崎県指定有形文化財。等級は15等。

## 歴史
肥前国高来郡有馬荘日野江（長崎県南島原市北有馬町日野江町（日之江））に有馬直純が創建した有馬山（満字山）観三寺の末寺で、慶長19年（1614年）創建とされる。直純が延岡藩に転封されるとこれに同行する。初めは臼杵郡（東臼杵郡）大貫村（延岡市大貫町）にあったが、有馬家が糸魚川藩に転封されると随行せず延岡藩に留まり、有馬家とともに糸魚川藩に移った白道寺の跡地である現在地に移転する。
三浦家時代の「御先代除高覚」に寺領100石とある。また牧野貞通の常陸国笠間藩転封直前の「寺社領境内御除地覚」（延享4年（1747年））に4反1畝とある。寺の広間の扉に牧野家定紋が残る。
延享4年（1747年）に牧野貞通に代わって内藤政樹が延岡藩に転封してくると、延岡藩主家内藤家の国元の菩提寺となる。寺には内藤家累代の墓碑がある他、有馬直純や有馬氏家臣の墓碑がある。